# Zelotes hayashii
Zelotes hayashii är en spindelart som beskrevs av Takahide Kamura 1987. Zelotes hayashii ingår i släktet Zelotes och familjen plattbuksspindlar. Inga underarter finns listade i Catalogue of Life.